# Rivinova vijolica
Rivinova vijolica (znanstveno ime Viola riviniana) je trajnica iz družine vijoličevk.

## Opis
V višino doseže med 5 in 25 cm in ima razvito olistano steblo in pritlično listno rozeto. Listi so goli in imajo izrazito srčasto oblikovano dno in nazobčan rob. V širino merijo približno enako kot v dolžino. Venčni listi so modrovijoličaste barve, ostroga pa je svetlejša od ostalega venca. Konec ostroge je običajno zavit navzgor. Prilisti so ozko suličasti, koničasti, dolgo resasti. Steblo je razvito že v začetku cvetenja in ni enoredno dlakavo. Prilisti srednjih stebelnih listov so mnogo krajši od listnih pecljev. Plodnica in plodovi so goli. Pomembna značilnost te vrste so tudi izraziti, od 2 do 3 mm dolgi priveski na zadnjem delu čašnih listov. Rivinova vijolica najbolje uspeva v polsenčnih legah, na z dušikom zmerno bogatih tleh.